# ヴァロン＝ポン＝ダルク
ヴァロン＝ポン＝ダルク （Vallon-Pont-d'Arc）は、フランス、オーヴェルニュ＝ローヌ＝アルプ地域圏、アルデシュ県のコミューン。
ヴァロン＝ポン＝ダルクは、先史時代の文明をめぐる観光の中心地である。冬は静かな小村だが、夏には人口が10倍にふくれあがる。その観光における重要性は、主としてアルデシュ渓谷に下りる場所にあることからきている。

## 地理

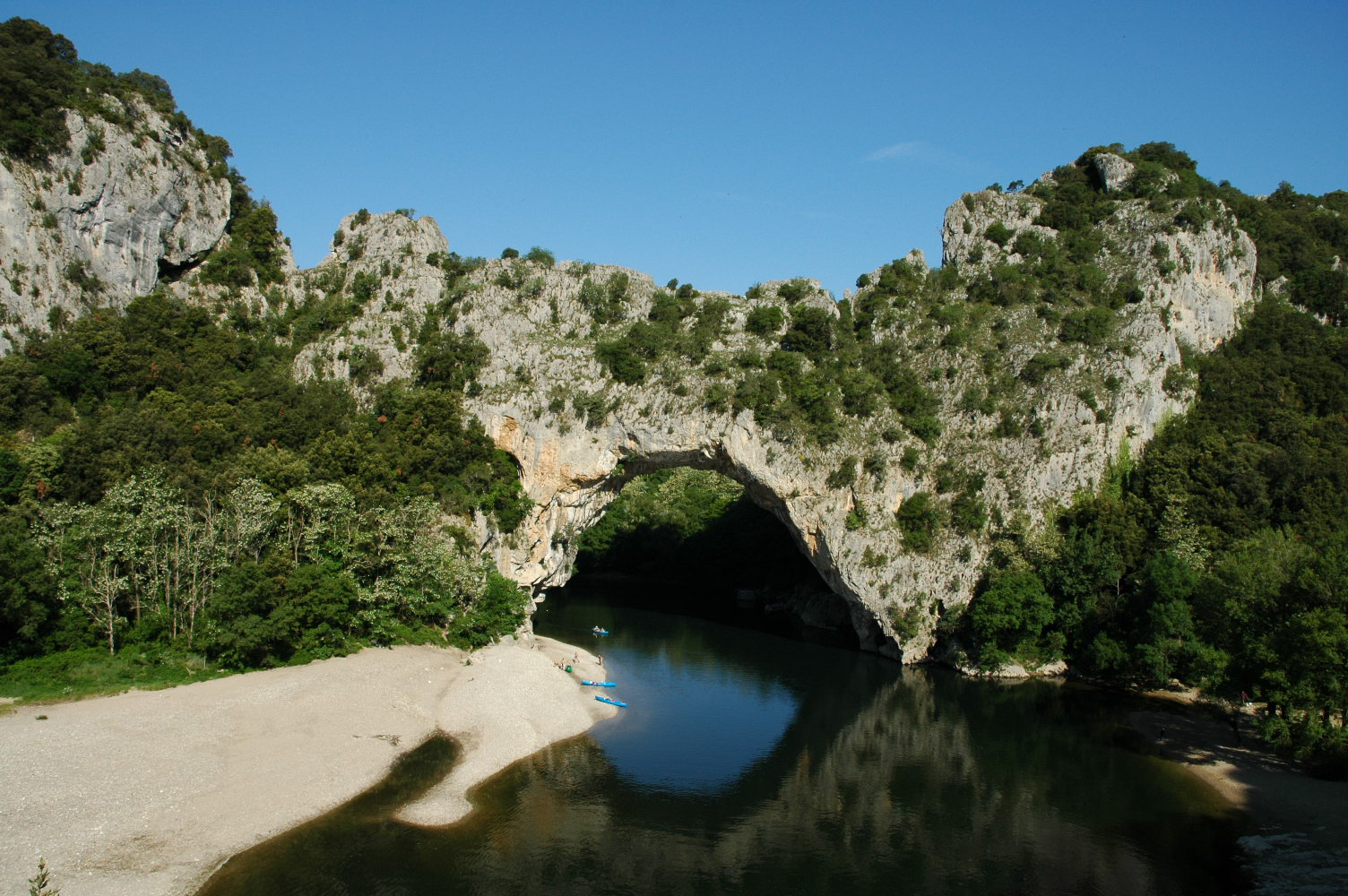
ポン＝ダルク

ヴァロン＝ポン＝ダルクは、フランスで最も美しい場所の1つ、アルデシュ渓谷の入り口にあたる。有名なポン＝ダルクは、アルデシュ川に架かる60m以上の高さのある天然のアーチである。

## 交通
ヴァロン＝ポン＝ダルクは、TER路線が停車するヴァランスTGV駅およびモンテリマール駅からバスで往復可能である。同じく、アヴィニョンとオーブナ間を走る県営バスも走っている。

## 歴史

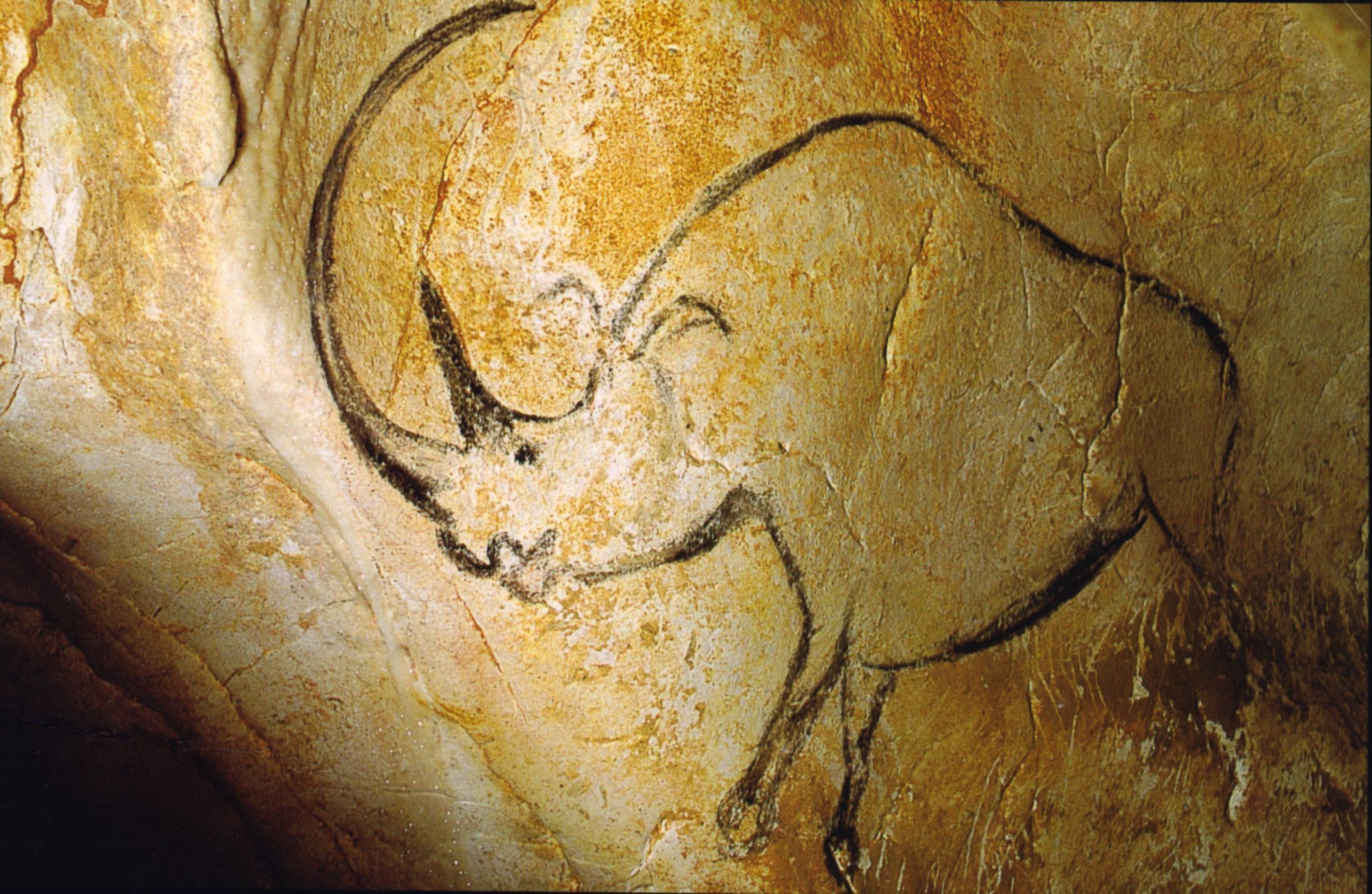

ショーヴェ洞窟は、先史時代の洞窟壁画が残る。そこには420点の動物画がある。多くは直接的な日付が放射性炭素年代測定によってBP31000年前と判定され、ほぼ一貫性のある結果となった。科学界は、ショーヴェ洞窟がオーリニャック文化の時代から存在し、世界最古の洞窟壁画であることに満場一致で同意している。洞窟は、ラ・コンブ・ダルクという地、ポン＝ダルクが水の浸食で生まれる以前はアルデシュ川の湾曲部であったところにある。1994年12月18日、洞窟をジャン・マリー・ショーヴェ、エリエット・ブリュネル、クリスティアン・イレールが発見した。ラスコー洞窟、コスケール洞窟、キュサック洞窟とともに、ショーヴェ洞窟はその壁画の美の質の高さにおいて、重要なフランスの洞窟の1つである。また、古生物学および壁画美術の観点からも大きな科学的関心をもたれている。オーリニャック文化の時代に描かれた壁画は、非常に多様な技術が習得されたことを物語っている。一般的に、旧石器時代の芸術の場合の主題は、動物である。
1801年、サン・マルタン・ダルクがシャムと合併した。1825年、シャムがヴァロンと合併した。1948年、ヴァロンはヴァロン＝ポン＝ダルクとなった。

## 由来
Vallonとはオック語のValonをフランス語化したもので、これはガリア語でリンゴを意味するavalloからきている。この語は接尾辞の-oneを伴うと、リンゴ園を表す。
1243年頃、Castrum de Avaloneという名が記された。15世紀のヴァロンはSan Saornin de Avaloneと呼ばれていた。しかしその後、名前はAvaloneと簡素化された（Avalloneという名が1516年につくられた教会の十分の一税表に現れる）。
数世紀たって、もはやリンゴから参照した名であることは理解されなくなっており、Avaloneはオック語でValon、フランス語でVallonとなった。
1948年、観光上の理由から単なるヴァロンからヴァロン＝ポン＝ダルクが正式名称となった。

## 人口統計
| 1962年 | 1968年 | 1975年 | 1982年 | 1990年 | 1999年 | 2006年 | 2011年 |
| ------ | ------ | ------ | ------ | ------ | ------ | ------ | ------ |
| 1706   | 1831   | 1837   | 1787   | 1914   | 2027   | 2470   | 2359   |

参照元:1999年までEHESS、2004年以降INSEE

## 史跡
- ヴァロン＝ポン＝ダルク城館 - 現在役場となっている建物。ルイ13世時代の1630年から1639年にかけ建設。内部には十字軍を描いたオービュッソンで織られたタペストリーが飾られている。
- サン・サテュルナン教会 - 第一回十字軍に参加したヴァロン領主が帰還後に聖サテュルナンに捧げた礼拝堂を建てたのが始まりといわれる。
- プロテスタント教会 - 1601年には既に別の場所に新教徒教会が存在していた。現在の建物は19世紀のもの

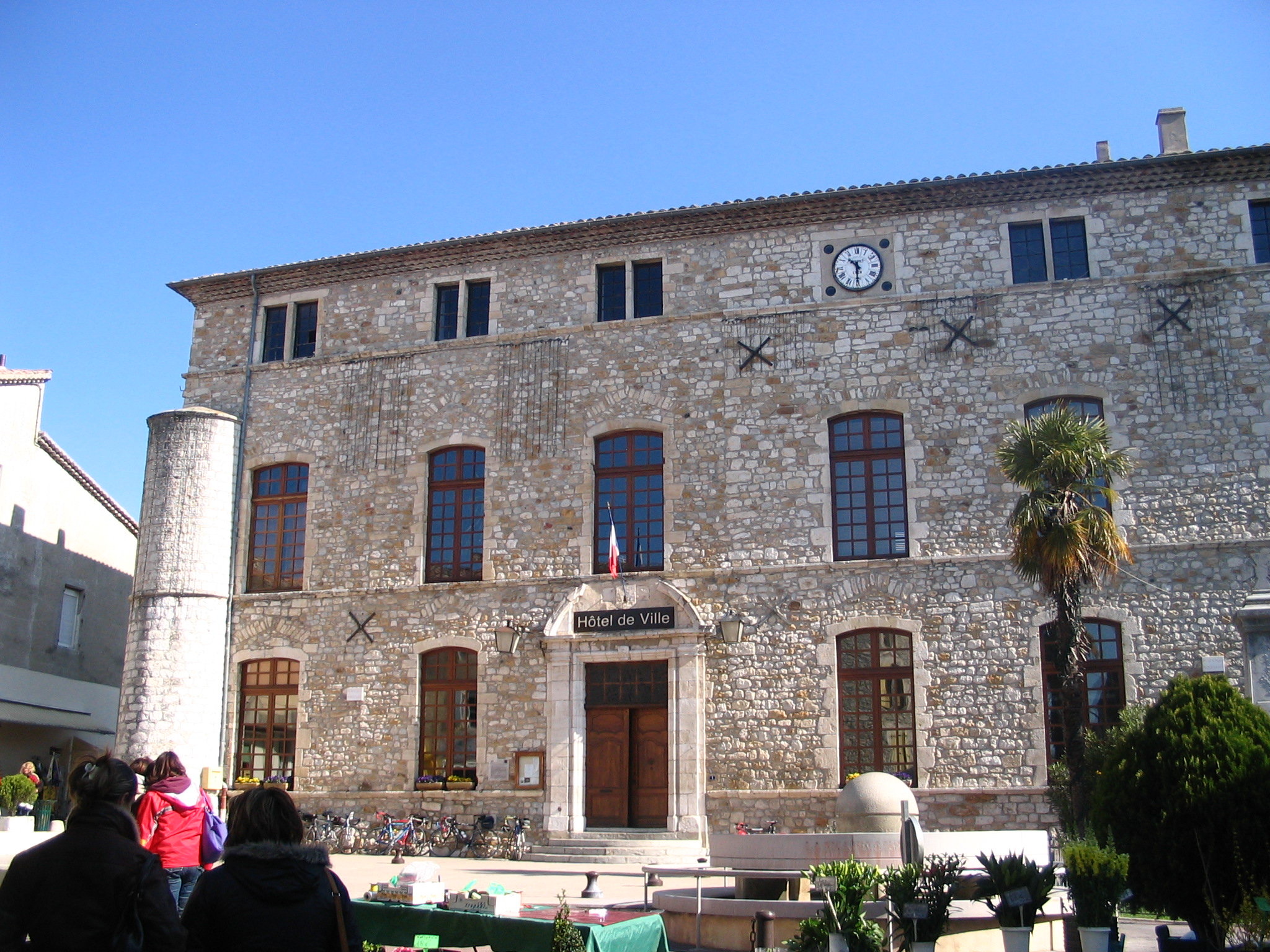
ヴァロン＝ポン＝ダルク城館
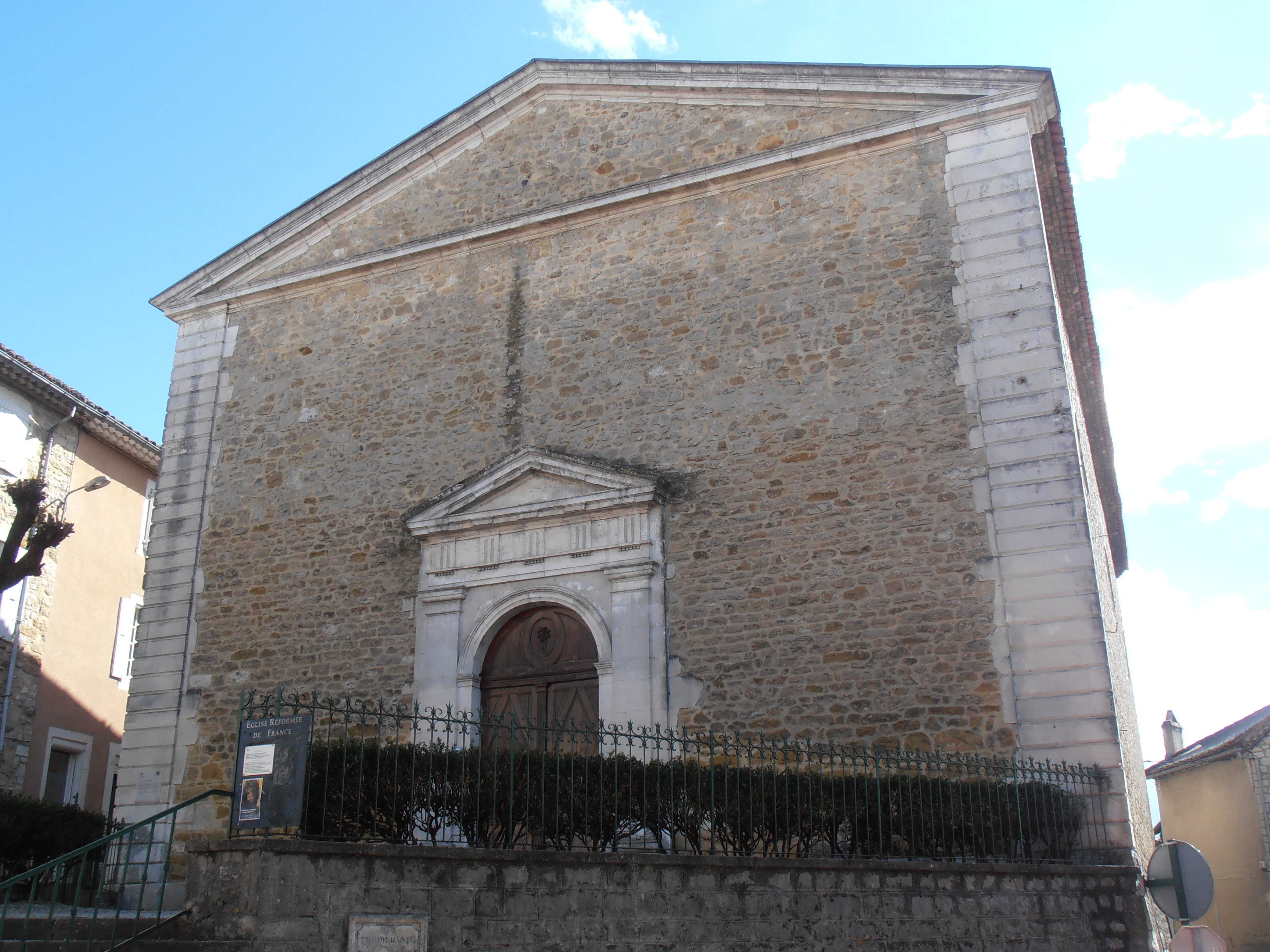
プロテスタント教会